# Словацкая евангелическая церковь Аугсбургского вероисповедания в Сербии

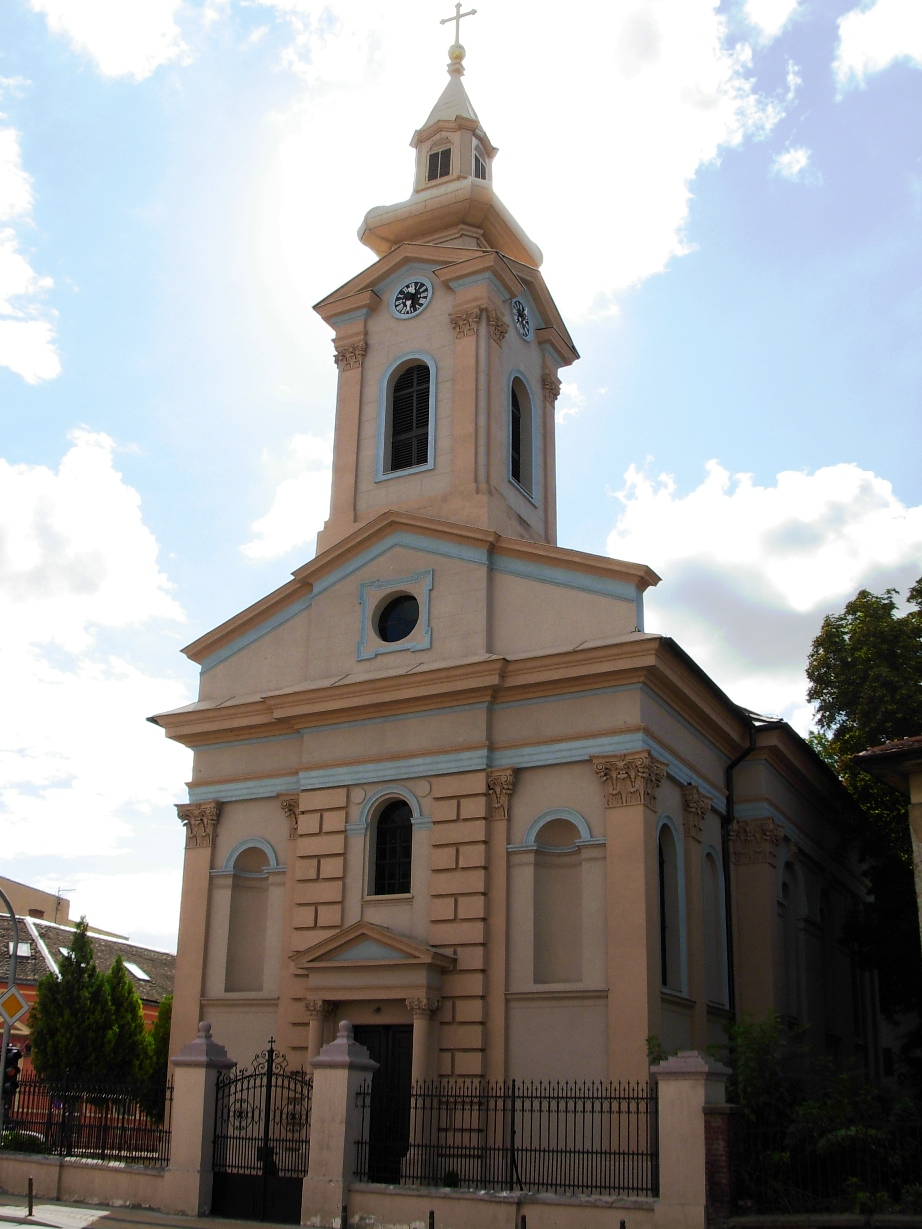
Словацкий евангелический собор в Нови-Саде

Словацкая евангелическая церковь Аугсбургского вероисповедания в Сербии (словац. Slovenská evanjelická augsburského vyznania cirkev v Srbsku, сокращённо: SEAVC) — лютеранская церковь в Сербии, которая считается одной из традиционных церквей в Сербии.
Эта самая большая протестантская церковь в бывшей Югославии насчитывает около 40 000 верующих. Они организованы в 27 церковных общин и возглавляются 20 пасторами.
Большинство членов церкви живут в Воеводине, автономном крае Республики Сербии к северу от рек Савы и Дуная; соответственно, место епархии находится в Нови-Саде. До основания Королевства сербов, хорватов и словенцев сообщества принадлежали Евангелическо-лютеранской церкви в Венгрии.
В приходской жизни словацкий язык является наиболее широко используемым.

## История

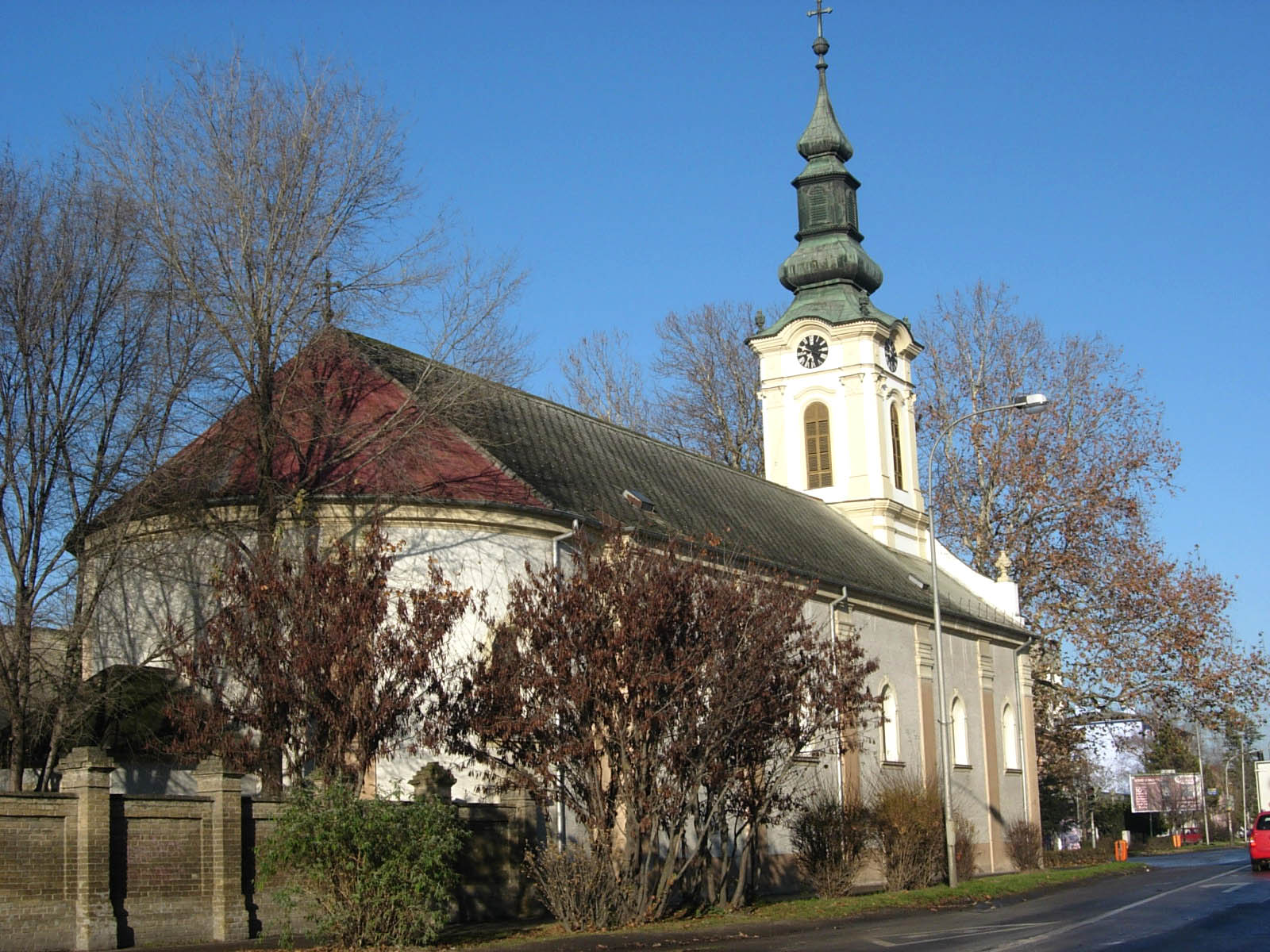
Словацкая евангелическая церковь в Стара-Пазове

История протестантизма в этом регионе начинается в первой половине XVIII века, когда евангелические Словаки из окрестностей Татр в бывшей Верхней Венгрии покинули свою родину и обосновались на южной границе Габсбургской монархии, в надежде там быть менее подверженными давлению контрреформации. Их первое прибытие произошло, согласно некоторым источникам в 1720 году а согласно другим источникам в 1745 году. Дополнительные миграции были в течение XVIII и начале XIX веков. Сразу же после их прибытия они также организовали церковную деятельность, особенно после принятия Толерантного патента в 1781 году.
В XVIII веке венгерские и немецкие лютеране также начали оседать в плодородных районах Дуная. Все они вместе со словацкими лютеранами находились в ведении Евангелическо-лютеранской церкви Венгрии до распада Австро-Венгерской монархии в конце Первой мировой войны.
Словацкая евангелическая церковь Аугсбургского вероисповедания в Сербии была основана в 1921 году как церковь словацких христиан, которые ранее принадлежали к Евангелическо-лютеранской церкви Венгрии и чьи поселения были отделены от земли их предков после Первой мировой войны и прикреплены к вновь созданному Королевству сербов, хорватов и словенцев. Синод основания был в Стара-Пазове.
В 2007 году была снова основана Немецкая евангелическая церковь Аугсбургского вероисповедания в Сербии с сообществом в Земуне, Белград. В 2009 году была зарегистрирована как часть Словацкой евангелической церкви а.в. в Сербии под названием «Немецкий сеньорат Словацкой евангелической церкви а.в. в Сербии — Немецкая евангелическая церковь Белград».

## Организация

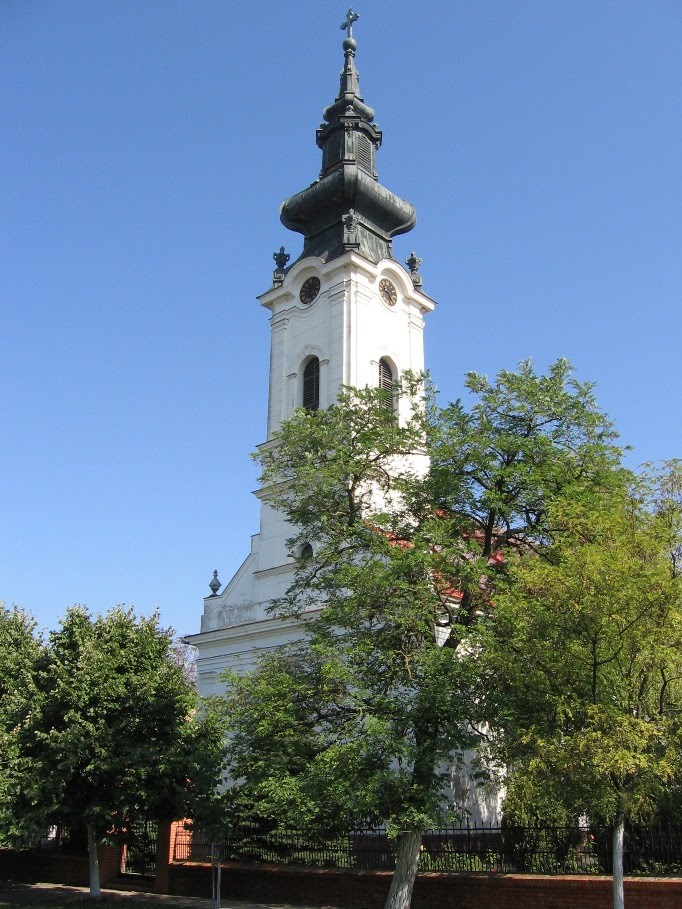
Арадац, Словацкая евангелическая церковь

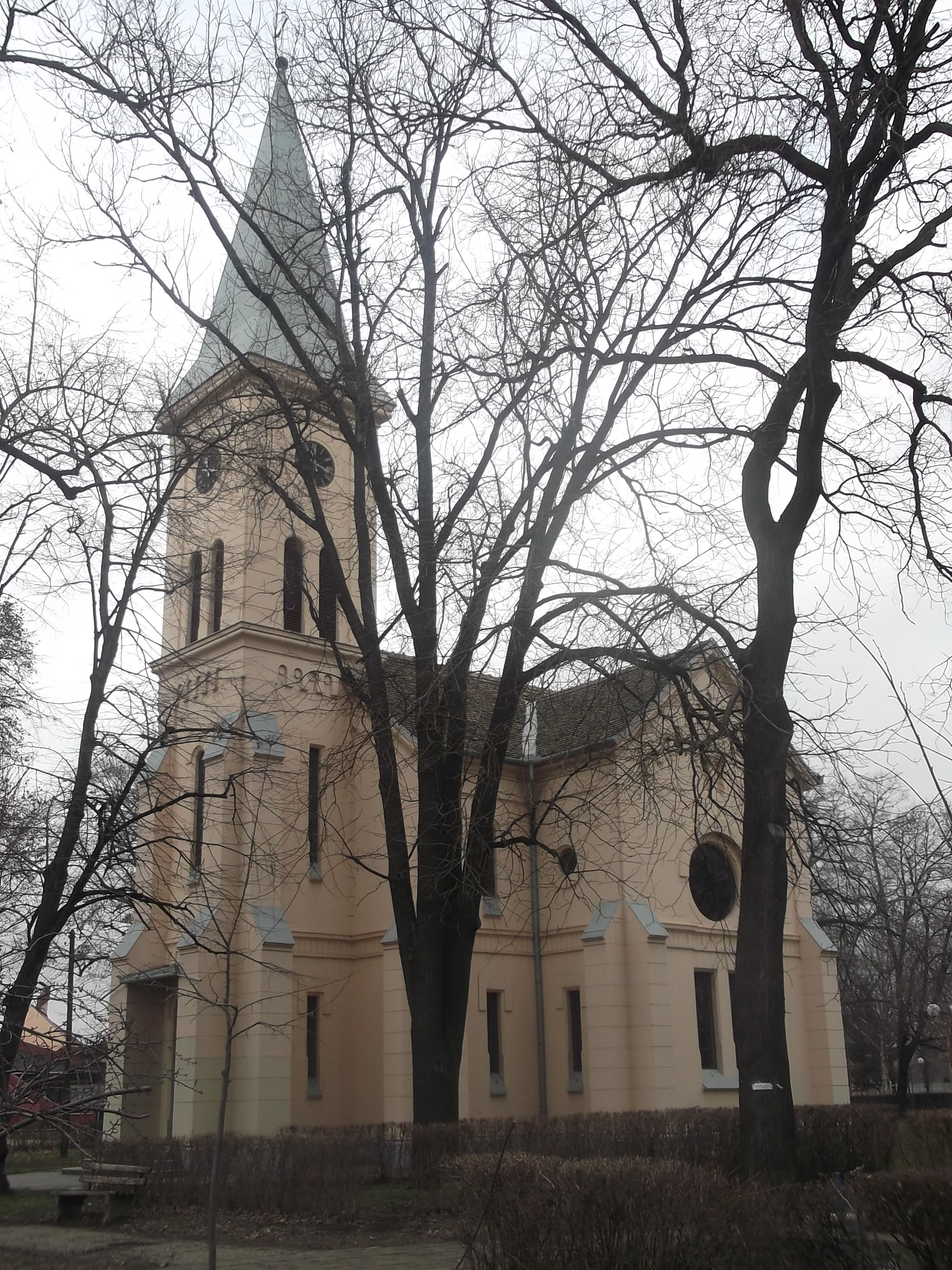
Войловица, Панчево, Словацкая евангелическая церковь

Церковь сгруппирована в четыре сеньораты (seniorát): Бачский, Банатский, Сремский и Немецкий сеньорат, из которых каждый введен старшим деканом (senior). Церковь насчитывает в своей епархии 27 приходов (Cirkevné zbory) и 14 филиалов (filie, дочерних общин). В настоящее время есть 20 священников, среди которых четыре старших деканов. Все они возглавляются и управляются епископом (в настоящее время доктор теологии Ярослав Яворньик). Высшим административным и законодательным органом является Синод (Synoda), который собирается ежегодно.
Богословское образование священников осуществляется на Евангелическо-лютеранском богословском факультете Университета имени Я. А. Коменского в Братиславе, в Словакии, вместе с студентами из Словакии — будущими священниками Евангелической церкви Аугсбургского вероисповедания в Словакии.

## Отношения с другими церквями и организациями
Словацкая евангелическая церковь а.в. в Сербии удерживает партнерские отношения с Евангелической церковью Аугсбургского вероисповедания в Словакии, Евангелической церковью Аугсбургского вероисповедания в Словении, Евангелической церковью Германии и Евангелической лютеранской церковью в США.
Эта церковь является членом Всемирного совета церквей (с 1963 г.), Конференции европейских церквей, Всемирной лютеранской федерации (с 1952 г.) и Сообщества протестантских церквей Европы. Это также церковь-партнер общества Густава-Адольфа.

## Публикации и СМИ
Церковь издает около 2650 экземпляров своего ежемесячного журнала «Evanjelický hlásnik» (Евангелический посланник), 1500 экземпляров своего ежегодника «Ročenka» (Ежегодник), а также 17 000 экземпляров собственного календаря. На Радио и телевидении Воеводины транслирует радиопередачу «Pohľady k výšinám» (Видения к высотам), которая выходит один раз в неделю.

## Награды
- Орден Звезды Карагеоргия I степени (2022)[11].